# Rzewnie
Rzewnie ist ein Dorf und Sitz der gleichnamigen Gemeinde im Powiat Makowski der Woiwodschaft Masowien, Polen.

## Gemeinde
Zur Landgemeinde Rzewnie gehören 25 Ortschaften mit einem Schulzenamt:
Bindużka
Boruty
Brzóze Duże
Brzóze Małe
Chrzanowo
Chrzczony
Dąbrówka
Drozdowo
Grudunki
Łachy Włościańskie
Łasiewity
Łaś
Małki
Mroczki-Kawki
Napiórki Butne
Napiórki Ciężkie
Nowe Drozdowo
Nowe Łachy
Nowy Sielc
Nowy Sielc-Wieś
Orłowo
Pruszki
Rzewnie
Słojki
Stary Sielc
Ein weiterer Ort der Gemeinde ist Święta Rozalia.

## Persönlichkeiten
- Boleslaw Gutowski (1888–1966), polnischer Physiologe